# Anaspidy
Anaspidy (Anaspida) – grupa wymarłych bezżuchwowców wodnych żyjących w sylurze i dewonie. Zamieszkiwały głównie wody przybrzeżne mórz oraz wody śródlądowe Ameryki Północnej i Europy. Osiągały do 20 cm długości. Ciało było bocznie spłaszczone, zazwyczaj pokryte łuską, choć zdarzały się formy bezłuskie. Miały od 8 do 15 otworów skrzelowych i parzyste płetwy po obu stronach ciała. Ich otwór gębowy był w położeniu końcowym, a płetwa ogonowa miała silnie rozwiniętą część dolną. Anaspidy zniknęły w późnym dewonie. Klasyfikowane są w randze gromady w nadgromadzie bezżuchwowców (Agnatha) lub w randze rzędu w gromadzie cefalaspidokształtnych (Cephalaspidomorphi).

## Klasyfikacja

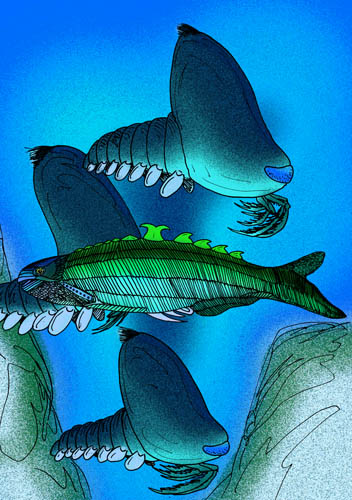
Birkenia

Podział systematyczny według Bloma i współpracowników (2001)
- Anaspida
  - Ruhnulepis
  - Cowielepis[2]
  - Birkeniidae
    - Birkenia
    - Hoburgilepis
    - Vilkitskilepis[3]

  - Rhyncholepididae
    - Rhyncholepis
    - Silmelepis
    - Vesikulepis
    - Maurylepis
    - Schidiosteus
    - Rytidolepis

  - Tahulalepididae
    - Tahulalepis

  - Septentrioniidae
    - Septentrionia
    - Liivilepis
    - Spokoinolepis
    - Manbrookia

  - Pterygolepididae
    - Pterygolepis

  - Pharyngolepididae
    - Pharyngolepis